# Émile Thomas (ingénieur)
Pour les articles homonymes, voir Émile Thomas et Thomas.
Pierre-Émile Thomas, dit Thomas-Payen, né à Paris le 29 avril 1829 et mort à Marseille le 13 juin 1880, est un chimiste et ingénieur civil français, connu pour avoir été le premier directeur des Ateliers nationaux en 1848.

## Biographie

### Avant 1848
Issu d'une famille bourgeoise originaire du Hainaut et spécialisée dans l'exploitation de carrières de marbre, Pierre-Émile Thomas est le petit-fils de Pierre Thomas et le fils d'Albert-Gabriel Thomas, magistrat municipal de l'ancien 5e arrondissement et directeur concessionnaire de l'entrepôt de douane des Marais, qui meurt à la limite de la faillite en 1845. Sa mère, Marie-Élise Payen, est la sœur du célèbre chimiste Anselme Payen, dont Thomas accole plus tard le patronyme au sien.
Élève de l'école orthomatique (fondée en 1829 au no 35 de la rue du Faubourg-Saint-Martin par Antoine-Désiré Lourmand pour la Société des méthodes d'enseignement présidée par Lasteyrie), Émile devient bachelier ès-lettres et ès-sciences à l'âge de seize ans. L'année suivante, il est admis avec l'un de ses frères à l'École centrale des arts et manufactures (promotion 1898), mais il en sort au bout d'un an et demi, effrayé par la difficulté des cours de mathématiques. Il rejoint alors le Conservatoire des arts et métiers pour y suivre les cours de chimie industrielle professés par son oncle maternel et pour assister celui-ci en tant que préparateur.
Il crée en 1844 un cabinet d'ingénieurs chimistes en association avec les centraliens Victor Dellisse et André Boucard. En 1846, il donne également des cours d'économie rurale à l'Athénée des arts, sciences et belles-lettres (installé depuis 1804 à l'hôtel de ville de Paris). En tant qu'ingénieur civil, il dirige la construction d'une usine métallurgique à Beaumont-sur-Oise peu de temps avant 1848.

### Directeur des ateliers nationaux (mars-mai 1848)

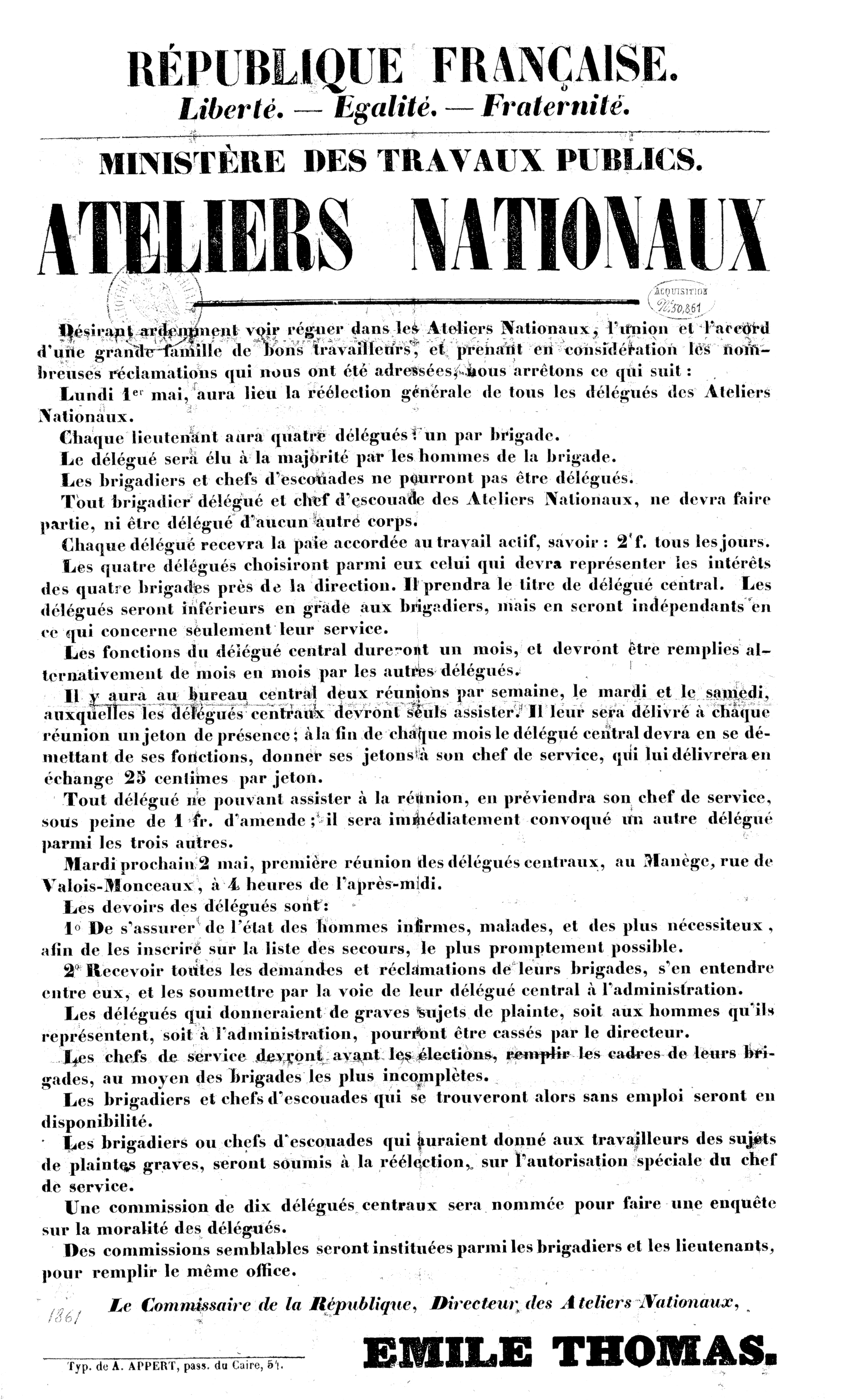
Organisation des Ateliers nationaux par Emile Thomas

Quand la Révolution de février 1848 éclate, Émile Thomas fait partie d'une compagnie de grenadiers de la 6e légion de la garde nationale. Comme beaucoup de bourgeois parisiens, il est surpris par la mise en place d'une Deuxième République et n'était jusqu'alors partisan que d'une réforme de la Monarchie de Juillet : il se définit donc lui-même comme un « républicain du lendemain ».
Le 27 février, le gouvernement provisoire instaure les Ateliers nationaux afin de venir en aide aux ouvriers sans travail. Plus proche des ateliers de charité de l'Ancien régime que des théories nouvelles d'organisation du travail, cette institution est surtout considérée par la fraction modérée du gouvernement comme un moyen de contrecarrer auprès des ouvriers l'influence du socialiste Louis Blanc et de sa Commission du Luxembourg.
Émile Thomas constate très vite les défauts d'organisation des Ateliers nationaux, dont l'un des deux bureaux centralisateurs, placé sous la responsabilité de M. Higonnet, est situé juste en face de sa demeure, rue de Bondy (actuelle rue René-Boulanger). Il entre alors en contact avec le ministre des Travaux publics, Marie, par l'intermédiaire d'un ancien ami de son père, Cauchois Lemaire, et d'Armand Coquet, chef de cabinet de Marie. Le 3 mars, Thomas présente ainsi au ministre et au maire Garnier-Pagès un projet inspiré des idées saint-simoniennes d'organisation semi-militaire des ouvriers et propose d'en confier l'encadrement aux élèves et anciens élèves de l’École centrale des arts et manufactures. Son plan ayant été adopté le 5 mars par les maires des douze arrondissements, il est nommé dès le lendemain commissaire de la République et directeur du bureau central des Ateliers nationaux établi dans l'ancien manège du parc Monceau, rue de Valois-du-Roule (ou rue de Valois-Monceau), à l'écart du centre. Cette nomination est officialisée par un arrêté ministériel en date du 8 mars.

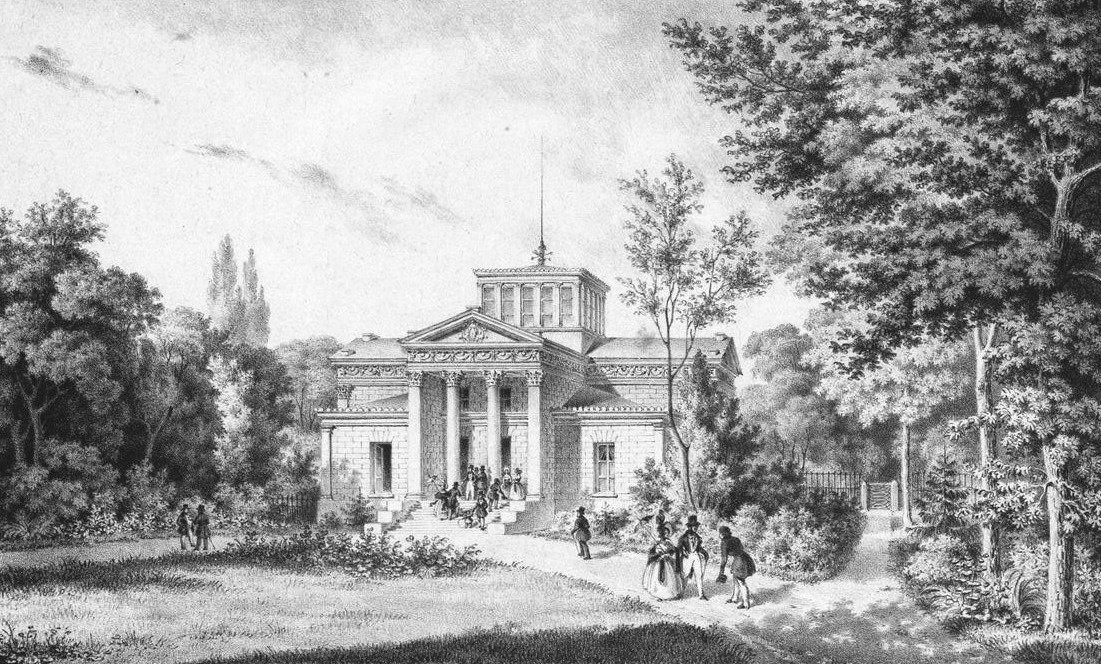
En tant que directeur des Ateliers nationaux, Thomas est logé au pavillon du parc Monceau (lithographie de 1838).

Très vite, Thomas se heurte à des difficultés telles que l'afflux trop important d'ouvriers à employer, l'agitation révolutionnaire, l'insuffisance des chantiers ouverts, les relations difficiles avec les ingénieurs du corps des ponts et chaussées et la faiblesse des moyens alloués par le gouvernement.

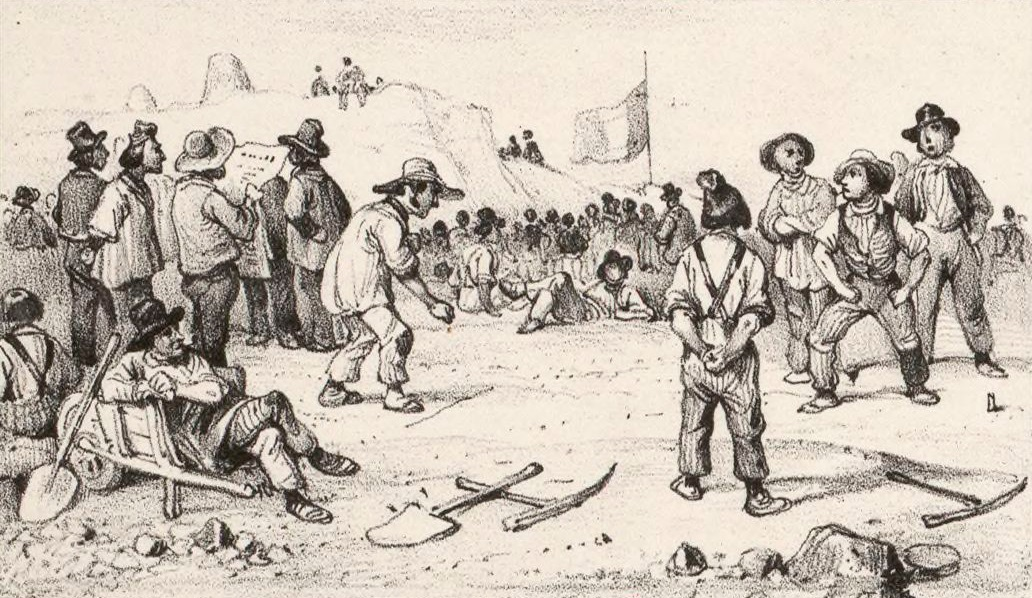
Les Ateliers nationaux vus par Victor Adam.

Bien que non candidat aux élections des 23 et 24 avril à la Constituante, Thomas obtient tout-de-même 28 166 voix dans le département de la Seine grâce à une influence réelle sur les ouvriers des Ateliers nationaux, dont il réussit à dissuader une bonne partie de se joindre aux manifestants de la Journée du 15 mai.
Quelques jours avant ce dernier événement, Marie a été remplacé au ministère des Travaux publics par Ulysse Trélat, qui se montre d'emblée très hostile au maintien des Ateliers nationaux. Le 24 mai, Trélat communique à Thomas une série de mesures destinées à recenser précisément les ouvriers des Ateliers nationaux puis à les disperser en envoyant les plus jeunes (18-25 ans) à l'armée et en réaffectant les autres aux rares chantiers privés parisiens (où le salaire serait défini par les patrons) et surtout à des chantiers publics en province, où ils seraient payés à la tâche et non plus à la journée. Le 25, il place Thomas sous les ordres d'une commission dont le secrétaire est l'ingénieur des ponts et chaussées Léon Lalanne, qui n'est autre que le beau-frère du ministre. Le lendemain, 26 mai, Thomas est convoqué au ministère, où Trélat lui demande d'écrire sa lettre de démission. Bien que Thomas ait recommandé, pour lui succéder, le propre fils du ministre, Émile Trélat, qui avait été son camarade à l’École centrale, c'est Lalanne qui est immédiatement nommé à la direction des Ateliers nationaux.

### Après les Ateliers nationaux

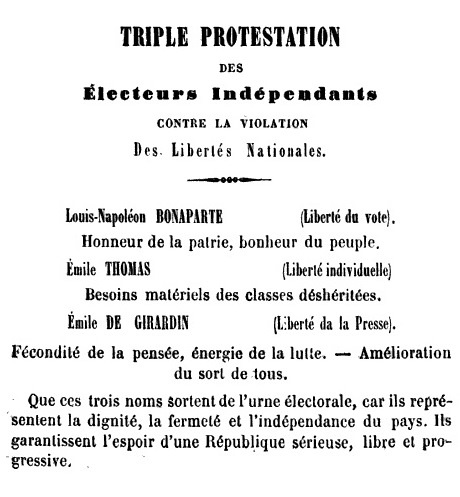
Affiche pour les élections complémentaires de septembre 1848.

Aussitôt sa démission signée, Thomas apprend qu'il doit partir sur le champ à Bordeaux. Après avoir tout d'abord évoqué une prétendue mission (consistant à mener une étude du prolongement du canal des Landes), Trélat reconnaît que ce déplacement a pour seul but d'éloigner Thomas de Paris. N'ayant même pas eu l'autorisation de prévenir ses proches, l'ex-directeur des Ateliers nationaux doit quitter Paris le soir même en chaise de poste, sous la garde de deux policiers. Malgré plusieurs péripéties (arrestation à Carbon-Blanc par les gendarmes, qui entreprennent de l'emmener au fort du Hâ avant de le conduire à la gendarmerie) dues aux ordres contradictoires télégraphiés par le ministre, Thomas est à nouveau libre de ses mouvements à son arrivée à Bordeaux.
Rentré à Paris quelques jours plus tard, il se présente aux élections complémentaires de juin (sans succès, car il ne figure pas parmi les 29 candidats ayant obtenu le plus de voix) puis écrit aux membres de la Commission exécutive pour exiger une enquête sur les circonstances de son éviction. Finalement rendues publiques le 21 juin, les mesures destinées à disperser les ouvriers des Ateliers nationaux provoquent les sanglantes Journées de Juin. À la suite de ces événements, une commission d'enquête parlementaire entend de nombreux témoins, dont Émile Thomas.
À l'occasion de nouvelles élections complémentaires au mois de septembre, il ajoute sa candidature à celles d'Émile de Girardin et de Louis-Napoléon Bonaparte en tant que « triple protestation des électeurs indépendants contre la violation des libertés nationales ». Contrairement à Bonaparte, Thomas n'est pas élu. Deux mois plus tard, il s'embarque à la demande du gouvernement pour les Antilles, afin d'y étudier, quelques mois après l'abolition de l'esclavage, la réorganisation de la production de sucre en Guadeloupe ainsi que la possibilité d'y implanter des familles de travailleurs européens. Cet éloignement temporaire de la métropole l'empêche opportunément d'être entendu par la commission chargée de la vérification des comptes du gouvernement provisoire. En décembre 1849, il postule à la chaire d'économie rurale à l'Institut agronomique de Versailles.
Rallié au bonapartisme, Émile Thomas devient le rédacteur en chef du journal Le Dix Décembre à partir du 28 mars 1850 avant d'être nommé administrateur du domaine du prince-président à Lamotte-Beuvron en Sologne en 1851. Cette même année, après avoir été marqué par la lecture des Harmonies économiques de Bastiat, il participe à la diffusion des théories libérales en collaborant au Dictionnaire de l'économie politique de Coquelin et en traduisant l'Organisation de l'industrie de Banfield.
Sous le Second Empire, il reprend ses travaux de chimie industrielle et d'agronomie.
Installé à Marseille vers 1868, Thomas fait partie du Cercle français de la rue Pisançon quand celui-ci organise un bataillon de francs-tireurs provençaux destiné à prendre part à la guerre de 1870. Il meurt le 13 juin 1880 en son domicile marseillais du quartier Saint-Jérôme, atteint d'une ossification d'une artère du cerveau.

## Publications
- Histoire des Ateliers nationaux considérés sous le double point de vue politique et social, des causes de leur formation et de leur existence, et de l'influence qu'ils ont exercée sur les événements des quatre premiers mois de la République, Paris, Michel Lévy frères, 1848.
- Rapport sur la réorganisation du travail libre et l'immigration européenne aux Antilles, 1849.
- Des Conditions vraies de la science économique, de la théorie de la rente et du principe de population, Paris, Guillaumin, 1850.
- (Traduction et annotation de) Thomas-Charles Banfield, Organisation de l'industrie, Paris, Guillaumin, 1851.
- (Articles dans) Charles Coquelin (dir.), Dictionnaire de l'économie politique, 2e édition, Paris, Guillaumin/Hachette, 1854.

## Sources bibliographiques
- Gustave Vapereau, Dictionnaire universel des contemporains, Paris, Hachette, 1880, p. 1745.
- Fragment d'un discours du citoyen Émile Thomas, recueilli et publié par le citoyen Siméon-Venceslas Lebé, brigadier aux ateliers nationaux. Pouvant servir à sa biographie, Paris, 1848.